# Женска фудбалска репрезентација Салвадора
Женска фудбалска репрезентација Салвадора (шп. Selección femenina de fútbol de El Salvador), је женски фудбалски тим који представља Салвадор на међународним такмичењима и такмичи се у Конфедерацији фудбалског савеза Северне, Централне Америке и Кариба (Конкакаф).

### Централноамеричке игре
| Централноамеричке игре резултати | Централноамеричке игре резултати | Централноамеричке игре резултати | Централноамеричке игре резултати | Централноамеричке игре резултати | Централноамеричке игре резултати | Централноамеричке игре резултати | Централноамеричке игре резултати |             |
| Година                           | Резултат                         | Ута                              | Поб                              | Нер*                             | Изг                              | ГД                               | ГП                               |             |
| -------------------------------- | -------------------------------- | -------------------------------- | -------------------------------- | -------------------------------- | -------------------------------- | -------------------------------- | -------------------------------- | ----------- |
| 2001.                            | Четврто место                    | 4                                | 1                                | 0                                | 3                                | 8                                | 11                               |             |
| 2013.                            | Групна фаза                      | 3                                | 1                                | 0                                | 2                                | 11                               | 6                                |             |
| 2017.                            | Четврто место                    | 5                                | 0                                | 1                                | 4                                | 4                                | 19                               |             |
| 2022.                            | Није играно                      | Није играно                      | Није играно                      | Није играно                      | Није играно                      | Није играно                      | Није играно                      | Није играно |
| Укупно                           | Четврто место                    | 12                               | 2                                | 1                                | 9                                | 23                               | 36                               |             |

*Означава нерешене утакмице укључујући нокаут мечеве одлучене извођењем једанаестераца.